# Netipong Sanmahung
Netipong Sanmahung (thailändisch นติพงษ์ แสนมะฮุง; * 4. März 1996 in Sakhon Nakhon), auch als Art bekannt, ist ein thailändischer Fußballspieler.

## Karriere

### Verein
Netipong Sanmahung erlernte das Fußballspielen in der Jugendmannschaft von Air Force Central in Bangkok. Hier unterschrieb er 2017 auch seinen ersten Profivertrag. Der Club spielte in der zweiten Liga des Landes, der Thai League 2. Die Saison 2017 schloss der Verein als Tabellenzweiter der Thai League 2 ab und stieg somit in die erste Liga auf. 2018 belegte man in der Thai League den achtzehnten Tabellenplatz und man musste wieder in die zweite Liga absteigen. Netipong Sanmahung verließ den Club und schloss sich 2019 dem Zweitligisten Udon Thani FC aus Udon Thani an. Hier spielte er achtmal die Hinserie. Die Rückserie wurde er an den Erstligisten Chiangmai FC aus Chiangmai ausgeliehen. 2020 nahm ihn der Erstligaabsteiger Chainat Hornbill FC aus Chainat unter Vertrag. Nach der Hinrunde 2021/22 wechselte er nach Pattaya zum Drittligisten Pattaya Dolphins United. Am Ende der Saison feierte er mit Pattaya die Meisterschaft der Region. In den Aufstiegsspielen zur zweiten Liga konnte man sich jedoch nicht durchsetzen. Im Juni 2022 verpflichtete ihn der Zweitligaaufsteiger Uthai Thani FC. Am Ende der Saison wurde er mit Uthai Thani Tabellendritter und qualifizierte sich somit für die Aufstiegsspiele zur ersten Liga. Hier konnte man sich im Finale gegen den Customs United FC durchsetzen und stieg in die erste Liga auf. Nach insgesamt 41 Ligaspielen wechselte er Anfang Januar 2024 zum ebenfalls in der ersten Liga spielenden Nakhon Si United FC. Die Saison 2023/24 wurde er mit dem Verein Tabellenfünfter und qualifizierte sich somit für die Aufstiegsspiele zur ersten Liga. Hier konnte man sich jedoch nicht gegen den Rayong FC durchsetzen und verblieb in der zweiten Liga. Für den Verein aus Nakhon Si Thammarat bestritt er fünf Ligaspiele. Im Sommer 2024 wechselte er zum Erstligaabsteiger Chonburi FC. Am Ende der Saison 2024/25 feierte er mit Chonburi die Zweitligameisterschaft sowie den Aufstieg in die erste Liga. Nach einer Spielzeit, in der er 15 Ligaspiele bestritt, wurde sein Vertrag im Sommer 2025 nicht verlängert. Ende Juni 2025 nahm ihn der Erstligaabsteiger Khon Kaen United FC unter Vertrag.

### Nationalmannschaft
Netipong Sanmahung spielte 2015 fünfmal in der U-19-Nationalmannschaft. Viermal trug er 2017 das Trikot der U21. Für die U23 spielte er von 2017 bis 2019 fünfmal.

## Erfolge
Air Force Central
- Thailändischer Zweitligavizemeister: 2017  ▲

Pattaya Dolphins United
- Thai League 3 – East: 2021/22

Chonburi FC
- Thailändischer Zweitligameister: 2024/25  ▲

## Sonstiges
Netipong Sanmahung ist der Bruder von Jakkrapong Sanmahung.